# Physalidiopsis carbonis
Physalidiopsis carbonis är en svampart som först beskrevs av R.F. Castañeda, och fick sitt nu gällande namn av R.F. Castañeda & W.B. Kendr. 1990. Physalidiopsis carbonis ingår i släktet Physalidiopsis, divisionen sporsäcksvampar och riket svampar.   Inga underarter finns listade i Catalogue of Life.